# Temporada 2018-2019 del FC Barcelona (femení)
La temporada 2018-19 és la 31a en la història del Futbol Club Barcelona, i la 22a temporada del club en la màxima categoria del futbol espanyol.

## Desenvolupament de la temporada
L'equip lluità aquell any per 4 títols: la Lliga Iberdrola, la Copa de la Reina, la Lliga de Campions i la Copa Catalunya.
El 8 de juny s'anuncien 6 renovacions: Sandra Paños, Patri Guijarro, Leila Ouahabi, Aitana Bonmatí, Gemma Gili i Bárbara Latorre.
El 23 de juliol s'inicia la pretemporada. Del 24 al 29 de juliol l'equip participa per primer cop conjuntament amb l'equip masculí d'una gira, amb la disputa d'un partit a Los Angeles.
El 25 d'agost es guanya la Copa Catalunya davant l'Espanyol per 7-0.
El 8 de gener després d'empatar a 0 contra l'Espanyol, Fran Sánchez és acomiadat. El substitut és el tercer entrenador Lluís Cortés.
Els resultats a les competicions queden marcats per l'arribada a la seva primera final de la Lliga de Campions que perd contra l'Olympique de Lió (4-1). A la resta no s'assoleixen els objectius; a la Lliga es queda en 2a posició i a la Copa de la Reina l'equip arriba a les semifinals.

## Jugadores i cos tècnic

### Plantilla
La plantilla i el cos tècnic del primer equip per a l'actual temporada són els següents:
| N. | Pos. | Nac. | Jugador                |
| -- | ---- | --- | ---------------------- |
| 1  | POR  | [[Fitxer:Flag of the Valencian Community (2x3).svg\|23x15px\|border \|alt=País Valencià\|link=Selecció de futbol del País Valencià\|{{#if:\|]] | Sandra Paños 3a        |
| 3  | DEF  | [[Fitxer:Flag of the Netherlands.svg\|23x15px\|border \|alt=Països Baixos\|link=Selecció de futbol dels Països Baixos\|{{#if:\|]]              | Stefanie van der Gragt |
| 4  | DEF  | [[Fitxer:Flag of Spain.svg\|23x15px\|border \|alt=Espanya\|link=Selecció de futbol d'Espanya\|{{#if:\|]]                                       | Mapi León              |
| 5  | DEF  | [[Fitxer:Flag of Spain.svg\|23x15px\|border \|alt=Espanya\|link=Selecció de futbol d'Espanya\|{{#if:\|]]                                       | Melanie Serrano        |
| 6  | MIG  | [[Fitxer:Flag of Catalonia.svg\|23x15px\|border \|alt=Catalunya\|link=Selecció de futbol de Catalunya\|{{#if:\|]]                              | Vicky Losada 1a        |
| 7  | MIG  | [[Fitxer:Flag of the Valencian Community (2x3).svg\|23x15px\|border \|alt=País Valencià\|link=Selecció de futbol del País Valencià\|{{#if:\|]] | Gemma Gili             |
| 8  | DEF  | [[Fitxer:Flag of Catalonia.svg\|23x15px\|border \|alt=Catalunya\|link=Selecció de futbol de Catalunya\|{{#if:\|]]                              | Marta Torrejón 2a      |
| 9  | MIG  | [[Fitxer:Flag of the Balearic Islands.svg\|23x15px\|border \|alt=Illes Balears\|link=Selecció de futbol de les Illes Balears\|{{#if:\|]]       | Mariona Caldentey      |
| 10 | MIG  | [[Fitxer:Flag of Brazil.svg\|23x15px\|border \|alt=Brasil\|link=Selecció de futbol del Brasil\|{{#if:\|]]                                      | Andressa Alves         |
| 11 | DAV  | [[Fitxer:Flag of Catalonia.svg\|23x15px\|border \|alt=Catalunya\|link=Selecció de futbol de Catalunya\|{{#if:\|]]                              | Alexia Putellas 4a     |
| 12 | MIG  | [[Fitxer:Flag of the Balearic Islands.svg\|23x15px\|border \|alt=Illes Balears\|link=Selecció de futbol de les Illes Balears\|{{#if:\|]]       | Patricia Guijarro      |
| 13 | POR  | [[Fitxer:Flag of Mexico.svg\|23x15px\|border \|alt=Mèxic\|link=Selecció de futbol de Mèxic\|{{#if:\|]]                                         | Pamela Tajonar         |
| 14 | MIG  | [[Fitxer:Flag of Catalonia.svg\|23x15px\|border \|alt=Catalunya\|link=Selecció de futbol de Catalunya\|{{#if:\|]]                              | Aitana Bonmatí         |

| N. | Pos. | Nac. | Jugador                           |
| -- | ---- | --- | --------------------------------- |
| 15 | DEF  | [[Fitxer:Flag of Catalonia.svg\|23x15px\|border \|alt=Catalunya\|link=Selecció de futbol de Catalunya\|{{#if:\|]]                 | Leila Ouahabi                     |
| 16 | DAV  | [[Fitxer:Flag of England.svg\|23x15px\|border \|alt=Anglaterra\|link=Selecció de futbol d'Anglaterra\|{{#if:\|]]                  | Toni Duggan                       |
| 17 | DEF  | [[Fitxer:Flag of Catalonia.svg\|23x15px\|border \|alt=Catalunya\|link=Selecció de futbol de Catalunya\|{{#if:\|]]                 | Andrea Pereira                    |
| 18 | MIG  | [[Fitxer:Flag of France (1794–1815, 1830–1974).svg\|23x15px\|border \|alt=França\|link=Selecció de futbol de França\|{{#if:\|]]   | Kheira Hamraoui                   |
| 19 | DAV  | [[Fitxer:Flag of Spain.svg\|23x15px\|border \|alt=Espanya\|link=Selecció de futbol d'Espanya\|{{#if:\|]]                          | Bárbara Latorre                   |
| 20 | MIG  | [[Fitxer:Flag of France (1794–1815, 1830–1974).svg\|23x15px\|border \|alt=França\|link=Selecció de futbol de França\|{{#if:\|]]   | Elise Bussaglia (fins a desembre) |
| 20 | DAV  | [[Fitxer:Flag of Nigeria.svg\|23x15px\|border \|alt=Nigèria\|link=Selecció de futbol de Nigèria\|{{#if:\|]]                       | Asisat Oshoala (gener)            |
| 21 | DAV  | [[Fitxer:Flag of North Macedonia.svg\|23x15px\|border \|alt=Macedònia del Nord\|link=Selecció de futbol de Macedònia\|{{#if:\|]]  | Nataixa Andònova                  |
| 22 | DAV  | [[Fitxer:Flag of the Netherlands.svg\|23x15px\|border \|alt=Països Baixos\|link=Selecció de futbol dels Països Baixos\|{{#if:\|]] | Lieke Martens                     |
| 23 | DAV  | [[Fitxer:Flag of Catalonia.svg\|23x15px\|border \|alt=Catalunya\|link=Selecció de futbol de Catalunya\|{{#if:\|]]                 | Candela Andújar                   |
| 24 | DAV  | [[Fitxer:Flag of Catalonia.svg\|23x15px\|border \|alt=Catalunya\|link=Selecció de futbol de Catalunya\|{{#if:\|]]                 | Claudia Pina                      |
| 25 | POR  | [[Fitxer:Flag of Catalonia.svg\|23x15px\|border \|alt=Catalunya\|link=Selecció de futbol de Catalunya\|{{#if:\|]]                 | Gemma Font                        |

FC Barcelona Femení B
| N. | Pos. | Nac. | Jugador        |
| -- | ---- | --- | -------------- |
| 26 | DEF  | [[Fitxer:Flag of Catalonia.svg\|23x15px\|border \|alt=Catalunya\|link=Selecció de futbol de Catalunya\|{{#if:\|]] | Jana Fernández |

Altes
| N. | Pos. | Nac. | Jugador |
| -- | ---- | --- | --- |
| 3  | DEF  | [[Fitxer:Flag of the Netherlands.svg\|23x15px\|border \|alt=Països Baixos\|link=Selecció de futbol dels Països Baixos\|{{#if:\|]] | Stefanie van der Gragt (4 de juny. De l'Ajax Amsterdam (femení), carta de llibertat)                             |
| 18 | MIG  | [[Fitxer:Flag of France (1794–1815, 1830–1974).svg\|23x15px\|border \|alt=França\|link=Selecció de futbol de França\|{{#if:\|]]   | Kheira Hamraoui (19 de juny. De l'Olympique Lyonnais (femení), carta de llibertat)                               |
| 13 | POR  | [[Fitxer:Flag of Mexico.svg\|23x15px\|border \|alt=Mèxic\|link=Selecció de futbol de Mèxic\|{{#if:\|]]                            | Pamela Tajonar (25 de juny. Del Sevilla FC (femení), carta de llibertat)                                         |
| 17 | DEF  | [[Fitxer:Flag of Catalonia.svg\|23x15px\|border \|alt=Catalunya\|link=Selecció de futbol de Catalunya\|{{#if:\|]]                 | Andrea Pereira (2 de juliol. De l'Atlético de Madrid (femení), carta de llibertat.)                              |
| 25 | POR  | [[Fitxer:Flag of Catalonia.svg\|23x15px\|border \|alt=Catalunya\|link=Selecció de futbol de Catalunya\|{{#if:\|]]                 | Gemma Font (1 d'agost. Fitxa del 1r equip amb opció de jugar amb el Futbol Club Barcelona B (femení).)           |
| 24 | DAV  | [[Fitxer:Flag of Catalonia.svg\|23x15px\|border \|alt=Catalunya\|link=Selecció de futbol de Catalunya\|{{#if:\|]]                 | Claudia Pina (1 d'agost. Fitxa del 1r equip amb opció de jugar amb el Futbol Club Barcelona B (femení).)         |
| 23 | DAV  | [[Fitxer:Flag of Catalonia.svg\|23x15px\|border \|alt=Catalunya\|link=Selecció de futbol de Catalunya\|{{#if:\|]]                 | Candela Andújar (1 d'agost. Fitxa del 1r equip amb opció de jugar amb el Futbol Club Barcelona B (femení).)      |
| 20 | DAV  | [[Fitxer:Flag of Nigeria.svg\|23x15px\|border \|alt=Nigèria\|link=Selecció de futbol de Nigèria\|{{#if:\|]]                       | Asisat Oshoala (31 de gener. Del Dalian Quanjian cessió fins a final de temporada. Fitxatge al mercat d'hivern.) |

Baixes
| N. | Pos. | Nac. | Jugador                                                                                               |
| -- | ---- | --- | --- |
| 1  | POR  | [[Fitxer:Flag of Catalonia.svg\|23x15px\|border \|alt=Catalunya\|link=Selecció de futbol de Catalunya\|{{#if:\|]]                              | Laura Ràfols (30 de maig. Retirada, quedarà vinculada al club)                                        |
| 10 | DAV  | [[Fitxer:Flag of Catalonia.svg\|23x15px\|border \|alt=Catalunya\|link=Selecció de futbol de Catalunya\|{{#if:\|]]                              | Olga García (4 de juny. A l'Atlético de Madrid, finalització de contracte)                            |
| 25 | POR  | [[Fitxer:Flag of Catalonia.svg\|23x15px\|border \|alt=Catalunya\|link=Selecció de futbol de Catalunya\|{{#if:\|]]                              | Andrea Giménez (6 de juny. Al, finalització de contracte)                                             |
| 3  | DEF  | [[Fitxer:Flag of the Valencian Community (2x3).svg\|23x15px\|border \|alt=País Valencià\|link=Selecció de futbol del País Valencià\|{{#if:\|]] | Ruth García (6 de juny. Al Llevant Unió Esportiva (femení), carta de llibertat)                       |
| 2  | DEF  | [[Fitxer:Flag of Denmark.svg\|23x15px\|border \|alt=Dinamarca\|link=Selecció de futbol de Dinamarca\|{{#if:\|]]                                | Line Røddik Hansen (9 de juny. Al Ajax Amsterdam, finalització de contracte)                          |
| 27 | DEF  | [[Fitxer:Flag of France (1794–1815, 1830–1974).svg\|23x15px\|border \|alt=França\|link=Selecció de futbol de França\|{{#if:\|]]                | Perle Morroni (18 de juny. Al Paris Saint-Germain Football Club Féminines, finalització de la cessió) |
| 18 | DEF  | [[Fitxer:Flag of Brazil.svg\|23x15px\|border \|alt=Brasil\|link=Selecció de futbol del Brasil\|{{#if:\|]]                                      | Fabiana da Silva Simões (2 de juliol. Al Wuhan, finalització de contracte)                            |
| 4  | DEF  | [[Fitxer:Flag of Spain.svg\|23x15px\|border \|alt=Espanya\|link=Selecció de futbol d'Espanya\|{{#if:\|]]                                       | Marta Unzué (24 de juliol. Renovada per 2 anys i cedida a l'Athletic Club de Bilbao (femení))         |
| 20 | MIG  | [[Fitxer:Flag of France (1794–1815, 1830–1974).svg\|23x15px\|border \|alt=França\|link=Selecció de futbol de França\|{{#if:\|]]                | Elise Bussaglia (23 de desembre. Desvinculació)                                                       |

### Cos tècnic 2018-2019
- Entrenador:  Fran Sánchez (fins al 8 de gener de 2019);  Lluís Cortés
- Segon entrenador:  Dani Sánchez
- Tècnic auxiliar:  Lluís Cortés (fins al 8 de gener de 2019);  Jonatan Giráldez
- Preparadora física:  Berta Carles
- Entrenador de porteres:  Oriol Casares
- Analista:  Toni Gordo
- Fisioterapèuta:  Judit València
- Fisioterapèuta:  Isabel Arbonés
- Doctora:  Eva Ferrer

## Partits
Victòria       Empat       Derrota

### Pretemporada
| 28 de juliol de 2018 | SoCal FC | 0-5 | FC Barcelona (femení)                                                                           | Los Angeles, Estats Units    |  |
| 19:00 CEST           |          |     | 0-1, Alexia (51'); 0-2, Mariona (63'); 0-3, Duggan (82'); 0-4, Mariona (84'); 0-5, Duggan (87') | Drake Stadium Estats Units · |  |

| 5 d'agost de 2018 | FC Barcelona (femení)      | 1-1 | Chelsea FC (femení) | Barcelona, Catalunya                     |  |
| 19:00 CEST        | 1-0, Bárbara Latorre (77') |     | 1-1, Carney (93')   | Mini Estadi Catalunya · Ainara Acevedo · |  |

| 9 d'agost de 2018 | FC Barcelona (femení) | 7-0 | Club Esportiu Sant Gabriel | Sant Joan Despí, Catalunya                                               |  |
| 19:00 CEST        | 1-0 Duggan (24’), 2-0 Duggan (29’), 3-0 Duggan (43’), 4-0 Carla Armengol (48’), 5-0 Martens (49’), 6-0 Martens (60’), 7-0 Bárbara (89’) |     |                            | Ciutat Esportiva Joan Gamper (Camp 7) Catalunya · Coral Couso Cuadrado · |  |

| 12 d'agost de 2018 | Manchester City (femení)            | 2-0 | FC Barcelona (femení) | Manchester, Anglaterra                      |  |
| 20:00 CEST         | 1-0, Lawley (75'), 2-0 Parris (88') |     |                       | Academy Stadium Anglaterra · Alex Kirkley · |  |

| 18 d'agost de 2018 | FC Barcelona (femení) | 1-2 | Montpellier HSC (femení)           | Sant Joan Despí, Catalunya                        |  |
| 19:00 CEST         | Alexia Putellas (50') |     | 0-1 Cayman (12'), 0-2 Cayman (25') | Ciutat Esportiva Joan Gamper (Camp 7) Catalunya · |  |

| 1 de setembre de 2018 | FC Barcelona (femení) | 9-1 | CF Igualada (femení)  | Sant Joan Despí, Catalunya                        |  |
| -                     | 1-0 Bruna Vilamala (8’), 2-0 Leila (10’), 3-0 Pina (31’), 4-0 Andònova (40’), 5-0 Andònova (45’), 6-1 Tere Morató (65’), 7-1 Andònova (69’), 8-1 Andònova (80’), 9-1 Tere Morató (89’) |     | 5-1 Laia Garcia (51’) | Ciutat Esportiva Joan Gamper (Camp 7) Catalunya · |  |

### Copa Catalunya
| 23 d'agost de 2018    | FC Barcelona (femení) | 9-0 | Pardinyes CF | Tàrrega, Catalunya                                                     |  |
| 20:00 CEST Semifinals | 1-0, Andressa (14'); 2-0, Andressa (23' p.); 3-0, Carla Armengol (24'); 4-0, Andònova (50'), 5-0, Andònova (54'); 6-0, Andònova (63'); 7-0, Mariona (74'); 8-0, Mariona (87'); 9-0, Mariona (90') |     |              | Camp Municipal Joan Capdevila Méndez Catalunya · Petrova Borislavova · |  |

| 25 d'agost de 2018 | FC Barcelona (femení) | 7-0 | RCD Espanyol (femení) | Tàrrega, Catalunya                                                |  |
| 20:00 CEST Final   | 1-0, Andònova (12'), 2-0, Toni Duggan (15'), 3-0, Hamraoui (25'), 4-0, Andònova (29'), 5-0, Hamraoui (62'), 6-0 Toni Duggan (79'), Bárbara Latorre (87') |     |                       | Camp Municipal Joan Capdevila Méndez Catalunya · Ainara Acevedo · |  |

### Lliga
| 9 de setembre de 2018 | Athletic Club de Bilbao (femení) | 0-1 | FC Barcelona (femení) | Lezama, País Basc                                        |  |
| 12:00 CEST Jornada 1  |                                  |     | Ainhoa (pp) (21’)     | Instal·lacions de Lezama País Basc · Marta Frías Acedo · |  |

| 16 de setembre de 2018 (ajornat) / 24 d'octubre de 2018 | FC Barcelona (femení) | 0-0 | Llevant Unió Esportiva (femení) | Sant Joan Despí, Catalunya                                              |  |
| 18:00 CEST Jornada 2                                    |                       |     |                                 | Ciutat Esportiva Joan Gamper (Camp 7) Catalunya · Marta Huerta de Aza · |  |

| 22 de setembre de 2018 | RCD Espanyol (femení) | 0-3 | FC Barcelona (femení)                                        | Sant Adrià del Besòs, Catalunya                                    |  |
| 12:00 CEST Jornada 3   |                       |     | 0-1, Inés (p.p) (47'); 0-2 Andònova (73'); 0-3 Mariona (81') | Ciutat Esportiva de Sant Adrià Catalunya · Paola Cebollada López · |  |

| 30 de setembre de 2018 | Albacete Balompié  | 1-6 | FC Barcelona (femení)                                                                                                 | Albacete, Castella - la Manxa                                                 |  |
| 15:00 CEST Jornada 4   | 1-6, Carmen (89'). |     | 0-1, Mariona (40'); 0-2, Aitana (42'); 0-3, Martens (63'); 0-4, Aitana (70'); 0-5, Losada (84'); 0-6, Andònova (86'); | Ciudad Deportiva Andrés Iniesta Castella - la Manxa · Elena Peláez Arnillas · |  |

| 14 d'octubre de 2018 | FC Barcelona (femení) | 9-1 | Rayo Vallecano (femení) | Barcelona, Catalunya                            |  |
| 18:00 CEST Jornada 5 | 1-0, Alexia (16'); 2-0, Andressa Alves (32' p.); 3-0, Mariona (42'); 4-0, Alexia (44'); 5-0 Alexia (48'); 6-0 Alexia (58'); 7-0 Aitana, (60'); 8-0 Andressa Alves, (67'); 9-0 Perarnau, P.P. (90') |     | 9-1 Ángeles (91')       | Mini Estadi Catalunya · Elena Casal Fernández · |  |

| 21 d'octubre de 2018 | Sporting Club de Huelva    | 1-3 | FC Barcelona (femení)                                     | Huelva, Andalusia                                |  |
| 13:00 CEST Jornada 6 | 1-2, Flor Bonsegundo (62') |     | 0-1, Hamraoui (39'); 0-2, Alexia (56'); 1-3, Losada (75') | La Orden Andalusia · Arantza Gallastegui Perez · |  |

| 28 d'octubre de 2018 | FC Barcelona (femení)                                          | 3-0 | Real Betis Balompié (femení) | Barcelona, Catalunya                               |  |
| 13:00 CEST Jornada 7 | 1-0, Aitana Bonmatí (12'); 2-0, Duggan (51'); 3-0, Patri (89') |     |                              | Mini Estadi Catalunya · Zulema González González · |  |

| 4 de novembre de 2018 | València Fèmines Club de Futbol | 0-0 | FC Barcelona (femení) | Paterna, Comunitat Valenciana                                                   |  |
| 13:00 CEST Jornada 8  |                                 |     |                       | Estadi Antonio Puchades Comunitat Valenciana · María Dolores Martínez Madrona · |  |

| 18 de novembre de 2018 | FC Barcelona (femení)                | 2-1 | Club Atlético de Madrid Féminas | Barcelona, Catalunya                          |  |
| 18:00 CEST Jornada 9   | 1-1, Aitana (66'), 2-1, Duggan (91') |     | 0-1, Kenti Robles (56')         | Mini Estadi Catalunya · Marta Huerta de Aza · |  |

| 21 de novembre de 2018 | Reial Societat (femení)                  | 2-5 | FC Barcelona (femení)                                                                          | Zubieta, Espanya                                               |  |
| 20:45 CEST Jornada 10  | 1-1, Bautista (10'); 2-5, Nahikari (59') |     | 0-1, Martens (6'); 1-2, Duggan (12'); 1-3, Martens (18'); 1-4, Duggan (39'); 1-5, Aitana (50') | Instal·lacions de Zubieta País Basc · Elena Contreras Patiño · |  |

| 2 de desembre de 2018 | FC Barcelona (femení)                                   | 3-0 | UD Granadilla | Sant Joan Despí, Catalunya                                          |  |
| 13:00 CEST Jornada 11 | 1-0, Aitana (39'); 2-0, Alexia (56'); 3-0, Aitana (68') |     |               | Ciutat Esportiva Joan Gamper Camp 7 Catalunya · Marta Frías Acedo · |  |

| 5 de desembre de 2018 | Sevilla FC (femení) | 0-2 | FC Barcelona (femení)                | Sevilla, Andalusia                                      |  |
| 16:00 CEST Jornada 12 |                     |     | Alexia 0-1, (33'); Alexia 0-2, (56') | Estadi Jesús Navas Andalusia · Beatriz Cuesta Arribas · |  |

| 9 de desembre de 2018 | FC Barcelona (femení) | 7-0 | Madrid CFF | Sant Joan Despí, Catalunya                                                     |  |
| 13:30 CEST Jornada 13 | 1-0, Alexia (5'); 2-0, Duggan (8'); 3-0, Patri Guijarro (11'); 4-0, Marta Torrejón (17'); 5-0, Andressa Alves, p. (52'); 6-0, Candela (61') i 7-0, Claudia Pina (70') |     |            | Ciutat Esportiva Joan Gamper Camp 7 Catalunya · Elia María Martínez Martínez · |  |

| 15 de desembre de 2018 | FC Barcelona (femení)                          | 2-0 | EDF Logroño | Sant Joan Despí, Catalunya                                                  |  |
| 15:00 CEST Jornada 14  | 1-0, Maria León (30'); 2-0, Claudia Pina (87') |     |             | Ciutat Esportiva Joan Gamper Camp 7 Catalunya · María José Villegas Navas · |  |

| 22 de desembre de 2018 | Málaga Club de Fútbol (femení) | 0-4 | FC Barcelona (femení)                                                               | Màlaga, Andalusia                                          |  |
| 12:00 CEST Jornada 15  |                                |     | 0-1, Patri Guijarro (18'); 0-2, Duggan (24'); 0-3, Martens (69'); 0-4, Patri (79'). | Camp Municipal José Gallardo Andalusia · Beatriz Arregui · |  |

| 6 de gener de 2019    | FC Barcelona (femení) | 0-0 | RCD Espanyol (femení) | Sant Joan Despí, Catalunya                                               |  |
| 13:00 CEST Jornada 16 |                       |     |                       | Ciutat Esportiva Joan Gamper, Camp 7 Catalunya · Elena Casal Fernández · |  |

| 12 de gener de 2019   | Llevant Unió Esportiva (femení) | 0-1 | FC Barcelona (femení) | Bunyol, Comunitat Valenciana                                            |  |
| 13:00 CEST Jornada 17 |                                 |     | 0-1, Mariona (65')    | Ciutat Esportiva de Bunyol Comunitat Valenciana · Marta Huerta de Aza · |  |

| 27 de gener de 2019   | FC Barcelona (femení)                 | 2-1 | Athletic Club de Bilbao (femení) | Barcelona, Catalunya                      |  |
| 13:00 CEST Jornada 18 | 1-0, Martens (40'); 2-0, Alexia (65') |     | 2-1, Lucía (92')                 | Mini Estadi Catalunya · Paola Cebollada · |  |

| 3 de febrer de 2019   | FC Barcelona (femení)                                                    | 3-1 | Albacete Balompié       | Barcelona, Catalunya                    |  |
| 16:00 CEST Jornada 19 | 1-0, Mariona (31'); 2-1, Marta Torrejón (59'); 3-1, Marta Torrejón (78') |     | 1-1, Alba Redondo (57') | Mini Estadi, Catalunya · María Romero · |  |

| 10 de febrer de 2019  | Rayo Vallecano (femení) | 0-4 | FC Barcelona (femení)                                                                  | Majadahonda, Comunitat de Madrid                                                            |  |
| 13:00 CEST Jornada 20 |                         |     | 0-1, Alexia Putellas (15'); 0-2, Martens (17'); 0-3, Mariona (29'); 0-4, Oshoala (63') | Ciudad Deportiva Fundación Rayo Vallecano Comunitat de Madrid · María José Villegas Navas · |  |

| 13 de febrer de 2019  | FC Barcelona (femení)                               | 2-3 | Sporting Huelva                                | Barcelona, Catalunya                               |  |
| 18:30 CEST Jornada 21 | 1-1, Raquel (58'); 1-2, Anita (61'); 1-3 Flor (67') |     | 1-0, Oshoala (min. 16); 2-3, Oshoala (min. 84) | Mini Estadi Catalunya · Zulema González González · |  |

| 24 de febrer de 2019  | Real Betis Balompié (femení) | 0-3 | FC Barcelona (femení)                                     | Sevilla, Andalusia                                                |  |
| 13:00 CEST Jornada 22 |                              |     | 0-1, Alexia (37'); 0-2, Martens (47'); 0-3, Mariona (80') | Ciudad Deportiva Luis del Sol Andalusia · Beatriz Arregui Gamir · |  |

| 12 de març de 2019    | FC Barcelona (femení)                                                                 | 4-1 | Reial Societat (femení) | Sant Joan Despí, Catalunya                                                     |  |
| 18:30 CEST Jornada 23 | 1-0, Oshoala (18'); 2-1, Aitana (33'); 3-1 Marta Torrejón (35') i 4-1, Andressa (76') |     | 1-1, Nahikari (27')     | Ciutat Esportiva Joan Gamper Camp 7 Catalunya · Elia María Martínez Martínez · |  |

| 17 de març de 2019    | Atlético de Madrid (femení) | 0-2 | FC Barcelona (femení)                 | Madrid, Comunitat de Madrid                                                       |  |
| 13:00 CEST Jornada 24 |                             |     | 0-1, Oshoala (64'); 0-2, Duggan (80') | Estadi Wanda Metropolitano Comunitat de Madrid · María Dolores Martínez Madrona · |  |

| 23 de març de 2019    | FC Barcelona (femení)                                            | 3-0 | València Fèmines Club de Futbol | Barcelona, Catalunya                                |  |
| 18:00 CEST Jornada 25 | 1-0, Duggan (18'); 2-0, Marta Torrejón (84'); 3-0, Martens (87') |     |                                 | Mini Estadi, Catalunya · Zulema González González · |  |

| 31 de març de 2019    | EDF Logroño | 0-4 | FC Barcelona (femení)                                                      | Logronyo, La Rioja                                    |  |
| 17:00 CEST Jornada 26 |             |     | 0-1, Martens (3'); 0-2, Aitana (5'); 0-3, Mariona (45'); 0-4, Alexia (55') | Estadi de Las Gaunas La Rioja · Olatz Rivera Olmedo · |  |

| 13 d'abril de 2019    | FC Barcelona (femení)                                                                                             | 6-0 | Málaga Club de Fútbol (femení) | Sant Joan Despí, Catalunya                                          |  |
| 18:30 CEST Jornada 27 | 1-0 Mariona (24'), 2-0 Alexia (52'), 3-0 Duggan (54'), 4-0 Marta T. (72'), 5-0 Andressa (74'), 6-0 Andressa (87') |     |                                | Ciutat Esportiva Joan Gamper Camp 7 Catalunya · Marta Frías Acedo · |  |

| 17 d'abril de 2019    | Madrid CFF | 0-4 | FC Barcelona (femení)                                                       | Madrid, Comunitat de Madrid                                                            |  |
| 17:00 CEST Jornada 28 |            |     | 0-1, Martens (17'); 0-2, Aitana (43'); 0-3, Alexia (50'); 0-4, Alexia (62') | Centro Deportivo Municipal Luis Aragonés Comunitat de Madrid · Paola Cebollada López · |  |

| 24 d'abril de 2019    | FC Barcelona (femení)                                                                                                  | 6-2 | Sevilla FC (femení)                           | Barcelona, Catalunya                              |  |
| 16:00 CEST Jornada 29 | 1-0 Martens (10'), 2-0 Oshoala (39'), 3-0 Oshoala (33'), 4-2 Van der Gragt (41'), 5-2 Aitana (61'), 6-2 Candela (82'). |     | 3-1 Karpova (35'), 3-2 María León P.P. (38'), | Mini Estadi, Catalunya · Beatriz Cuesta Arribas · |  |

| 5 de maig de 2019     | UD Granadilla         | 1-0 | FC Barcelona (femení) | El Médano, Illes Canàries                                     |  |
| 13:00 CEST Jornada 30 | 1-0, Maria José (55') |     |                       | La Hoya del Pozo Illes Canàries · Arantza Gallastegui Pérez · |  |

### Copa de la Reina
| 25 de novembre de 2018 | FC Barcelona (femení)                | 2-0 | RCD Espanyol (femení) | Barcelona, Catalunya                             |  |
| 15:00 CEST 1/8 final   | 1-0, Alexia (15'), 2-0, Duggan (29') |     |                       | Mini Estadi Catalunya · Maria Dolores Martinez · |  |

| 30 de gener de 2019  | Madrid CFF | 0-3 | FC Barcelona (femení)                                                     | San Sebastián de los Reyes, Comunitat de Madrid                                            |  |
| 20:00 CEST 1/4 final |            |     | 0-1, Martens (12'); 0-2, Marta Torrejón (52'); 0-3, Kheira Hamraoui (54') | Estadio José Luis de la Hoz-Matapiñonera Comunitat de Madrid · Arantza Gallastegui Pérez · |  |

| 17 de febrer de 2019  | Atlético de Madrid (femení)                   | 2-0 | FC Barcelona (femení) | Majadahonda, Comunitat de Madrid                                    |  |
| 11:00 CEST Semifinals | 1-0, Ludmila (min 43); 2-0, Ludmila (min 63). |     |                       | Estadi Cerro del Espino Comunitat de Madrid · Marta Huerta de Aza · |  |

### Lliga de Campions
| 12 de setembre de 2018 | BIIK Kazygurt                                                | 3-1 | FC Barcelona (femení)  | Ximkent, Kazakhstan                                   |  |
| 13:00 CEST 1/16 anada  | 1-0, Gabella (45+6'); 2-0, Ikwaput (48'); 3-0, Gabella (60') |     | 3-1, Toni Duggan (66') | Namys Stadium Ximkent Kazakhstan · Zuzana Valentova · |  |

| 26 de setembre de 2018  | FC Barcelona (femení)                                           | 3-0 | BIIK Kazygurt | Barcelona, Catalunya                           |  |
| 18:00 CEST 1/16 tornada | 1-0, Patri (4'); 2-0, Marta Torrejón (48'); 3-0, Martens (89'). |     |               | Mini Estadi Catalunya · Justina Lavrenovaite · |  |

| 17 d'octubre de 2018 | FC Barcelona (femení) | 5-0 | Glasgow City FC | Barcelona, Catalunya                      |  |
| 18:30 CEST 1/8 anada | 1-0, Hamraoui (12'); 2-0, Aitana Bonmatí (38'); 3-0, Patri Guijarro (40'); 4-0, Andressa Alves (68'); 5-0, María León (80') |     |                 | Mini Estadi Catalunya · Ivana Martinčić · |  |

| 1 de novembre de 2018  | Glasgow City FC | 0-3 | FC Barcelona (femení)                                | Glasgow, Escòcia                                |  |
| 20:30 CEST 1/8 tornada |                 |     | 0-1 Duggan (13'), 0-2 Alexia (48'), 0-3 Duggan (50') | Petershill Park Escòcia · Désirée Grundbacher · |  |

| 20 de març de 2019   | FC Barcelona (femení)                                    | 3-0 | LSK Kvinner FK | Barcelona, Catalunya                 |  |
| 19:00 CEST 1/4 Anada | 1-0, Duggan (3'); 2-0, Duggan (24'); 3-0 Mariona (p.36') |     |                | Mini Estadi Espanya · Riem Hussein · |  |

| 27 de març de 2019     | LSK Kvinner FK | 0-1 | FC Barcelona (femení) | Lillestrøm, Noruega                       |  |
| 18:30 CEST 1/4 Tornada |                |     | 0-1, Martens (7')     | LSK-Hallen Noruega · Stéphanie Frappart · |  |

| 21 d'abril de 2019          | Bayern Múnic (femení) | 0-1 | FC Barcelona (femení) | Múnic, Alemanya                             |  |
| 18:00 CEST Semifinals Anada |                       |     | 0-1 Hamraoui (62')    | FC Bayern Campus Alemanya · Jana Adámková · |  |

| 28 d'abril de 2019            | FC Barcelona (femení) | 1-0 | Bayern Múnic (femení) | Barcelona, Catalunya                      |  |
| 12:00 CEST Semifinals Tornada |                       |     | 1-0 Mariona (45')     | Mini Estadi, Catalunya · Esther Staubli · |  |

| 18 de maig de 2019 | Olympique Lyonnais (femení)                                                            | 4-1 | FC Barcelona (femení) | Budapest, Hongria                                 |  |
| 18:00 CEST FINAL   | 1-0, Marozsan (6'); 2-0, Hegerberg (15'); 3-0, Hegerberg (20'); 4-0, Hergerberg (30'); |     | 4-1 Oshoala (89')     | Groupama Arena Hongria · Anastasia Pustovoitova · |  |